# Battaglia di Arghandab
La battaglia di Arghandab fu un'offensiva lanciata dalle forze governative afghane, sostenute dalle truppe sovietiche contro le roccaforti dei mujaheddin nella provincia di Kandahar. L'operazione si concluse con un fallimento e le forze governative si ritirarono dopo aver subito pesanti perdite.